# 구월여자중학교
구월여자중학교(九月女子中學校)는 대한민국 인천광역시 남동구 구월동에 있는 공립 중학교이다.

## 학교 연혁
- 1989년 12월 : 구월여자중학교 설립인가
- 1990년 3월 1일 : 초대 김순자 교장 취임
- 1990년 3월 1일 : 제1회 입학식(12학급 639명)
- 2005년 12월 14일 : 도서관 배움누리 및 과학실 개관
- 2006년 6월 16일 : 학교정원 준공식
- 2009년 3월 1일 : 다목적 체육관 신축 및 영어전용교실 구축
- 2016년 3월 5일 : 구월여자중학교부설방송통신중학교 개교, 2학급 편성(50명)
- 2023년 3월 1일 : 제12대 조정은 교장 취임
- 2024년 2월 3일 : 구월여자중학교부설방송통신중학교 제6회 졸업 (졸업생 48명, 총 졸업생수 283명)
- 2024년 2월 8일 : 제32회 졸업(졸업생수 237명, 총 졸업생수 13,606명)
- 2024년 3월 4일 : 8학급 배정(입학생 239명, 총 26학급)

## 참고 자료
- 구월여자중학교 - 한국교육학술정보원 학교알리미